# Irma Elena Arjona Velásquez
Irma Elena Arjona Velásquez (Arraiján - Panamá, 20 de noviembre de 1941 - Panamá, 6 de febrero de 2022) fue una científica, investigadora panameña, ingeniera agrónoma especializada en el estudio de la yuca. Creadora del Centro de Producción e Investigaciones Agroindustriales de la Universidad Tecnológica de Panamá.

## Biografía
Hizo sus estudios primarios en la Escuela Simón Bolívar y la secundaria en el Instituto Panamericano culminándolos en el Instituto Nacional de Panamá. Sale becada del país en 1961-1962 a desarrollar sus estudios superiores en el Instituto Tecnológico de Monterrey, México a estudiar Ingeniería en Agronomía donde fue la primera estudiante mujer en esa carrera.
Regresa a Panamá e inicia su vida laboral en 1966 en el entonces Ministerio de Agricultura y Ganadería como jefe de campo en la estación de Alanje en Chiriquí; donde inicia su recorrido el estudio y clasificación de 109 variedades de yuca.
Posteriormente con beca de la OEA desarrolla sus estudios de maestría en el Instituto Interamericano de Ciencias Agrícolas en el Centro Agronómico Tropical de Investigación y Enseñanza de Turrialba, Costa Rica (1972-1973), luego trabajó por un período corto de tiempo en el Departamento de Ciencias de cultivo y suelos de la Universidad de Michigan, USA.
Nuevamente regresa a Panamá y vuelve a trabajar en el Ministerio de Desarrollo Agropecuario específicamente en el Instituto de Investigación Agropecuaria de Panamá liderado por la ingeniera Carmen Damaris Chea en donde se desempeñó como directora de Biometría.
En 1978, inicia su labor en la Facultad de Ingeniería Industrial en el entonces Instituto Politécnico, hoy Universidad Tecnológica de Panamá desde donde desempeño diferentes cargos entre ellos el de vicedecana de investigación y posgrado. En 1991 creó el Centro de Producción e Investigaciones Agroindustriales de la UTP siendo su primera directora.